# 영순 태씨
영순 태씨(永順太氏)는 경상북도 문경시 영순면을 본관으로 하는 한국의 성씨이다. 도시조는 발해를 세운 대조영(大祚榮)이다.

## 역사
698년 고구려 무장(武將)이었던 대중상(大仲象)의 아들 대조영(大祚榮)이 고구려 유민을 지배층으로, 말갈족을 피지배층으로 발해(渤海)를 세웠다.
족보에 의하면 중시조 태금취(太金就)는 대중상(大仲象)의 18세손이다. 태금취는 고려 고종 때 금교(金郊)에서 몽골군을 격퇴하는데 공을 세워 대장군(大將軍)에 올라 영순군(永順君)에 봉해졌다. 후손들은 대중상을 도시조로, 태금취를 시조로 하고 영순(永順)을 본관으로 삼아 세계를 이어왔다.

## 대씨(大氏)가 태씨(太氏)로 바뀐 연유
대씨(大氏)가 태씨(太氏)로 바뀐 연유에 대해서는 두 가지 설이 있다.
첫째, 발해가 멸망한 뒤 934년(태조 17)에 태자 대광현(大光顯)이 발해유민 수만 명을 이끌고 고려로 망명하자, 고려 태조가 이들을 후하게 대접하고 그에게 원보수(元甫守)의 벼슬과 함께 태씨(太氏)를 하사하였다는 것이다.
둘째, 『동국통감(東國通監)』에서 대조영을 태조영(太祚榮)이라 한 후로 자손들이 태씨를 칭하였다는 것이다.

## 분파
협계태씨는 태수한의 첫째아들 태집성에서 유래하며
영순태씨는 태수한의 둘째아들 태웅성에서 분파했고
남원(南原), 나주(羅州), 밀양(密陽) 등을 관향으로 삼는 태씨가 있으나 모두 한 뿌리에서 갈라진 것이다.

## 인물
- 태두남(太斗南: 1486년~1537년) - 본관은 영순(永順). 자는 망이(望而), 호는 서암(西菴). 발해국왕 대조영(大祚榮)의 후손이며, 유광(有光)의 증손으로, 할아버지는 치생(致生)이고, 아버지는 효정(孝貞)이다. 1513년(조선 중종 8년) 생원·진사 양시에 합격하였고, 같은 해 식년문과에 을과로 급제하여 형조좌랑·정랑과 개령현감·경상도도사·사예·사도시첨정·전라도 암행어사 등을 역임하였다. 그 뒤 장령·남원부사·선산부사, 직강·사섬시정(司贍寺正)·집의 등을 지냈다. 1536년 종부시정(宗簿寺正)이 되어 춘추관편수관을 겸임하였다.[2]

## 과거 급제자
무과
태명철(太命喆) 태진희(太震禧) 태형엽(太亨燁) 태우일(太優一)
문과
태두남(太斗南)
생원시
태두남(太斗南) 태석룡(太錫龍) 태언룡(太偃龍) 태응규(太應奎)
진사시
태두남(太斗南) 태석룡(太錫龍) 태순민(太舜民)

## 같이 보기
- 협계 태씨(俠溪 太氏)
- 밀양 대씨(密陽 大氏)